# Pretoro
Pretoro är en ort och kommun i provinsen Chieti i regionen Abruzzo i Italien. Kommunen hade 901 invånare (2018).